# Camarilha de Zhili
A camarilha de Zhili foi um agrupamento informal de militares e políticos chineses de princípios da República da China que controlou temporariamente o governo em luta com outras facções político-militares no que se conhece como Era dos senhores da guerra da China.

## Antecedentes
As camarilhas surgiram principalmente das novas unidades militares criadas por encargo imperial por Yuan Shikai em começos do século XX. Depois da morte deste em 1916 passaram ao primeiro plano da política chinesa, criando-se a camarilha de Zhili em torno da figura de Feng Guozhang, um dos "discípulos" de Yuan. Leste, graduado da Academia Militar de Beiyang, tinha dirigido a seção de instrução em Hsiaochan, enquanto seu futuro rival Duan Qirui — fundador da camarilha de Anhui — mandava na seção de artilharia.
Feng, ao contrário de Duan, não tinha seu talento para forjar seguidores, senão simplesmente sócios temporários por um interesse comum passageiro. No entanto, como governador de Jiangsu entre 1913 e 1917 e mais tarde presidente da república (1917-1918), Feng tinha conseguido criar uma base de poder nas províncias do Yanzi e na capital. Esta mistura de civis e militares formou a camarilha.

## Características

Bandeira do governo de Beiyang usada pela camarilha de Zhili e vários outros senhores da guerra.

### Fins
A camarilha consistia, como o resto das demais cliques na época, num agrupamento de comandantes militares unidos pela defesa de seus interesses comuns. As diferenças nas relações entre os membros da camarilha e as vantagens obtidas por cada um deles nos diferentes confrontos produziam com frequência dissensões que debilitavam a organização e faziam com que a lealdade ao grupo de alguns deles não fosse sempre segura. Além dos comandantes militares, principal fracção do grupo, existia uma parte civil, menos importante.
O objetivo do agrupamento, como o das demais, era a obtenção e a conservação do máximo poder no país.

### Base de poder

Bandeira de Wuhan de 19 pontos usada pelos senhores da guerra.

A base territorial do agrupamento, cujo nome provinha da província de Zhili onde se encontrava a capital do país, Pequim (pinyin: Beijing), se encontrava nas províncias ao longo do rio Yangtsé. O número de províncias controladas pela camarilha flutuou com o tempo, mas a província da capital se encontrou praticamente durante todo o período sob o seu controle.

### Estrutura
A camarilha tinha uma estrutura similar ao clã tradicional chinês (pinyin: zu), agrupamento familiar típica das famílias acomodadas do centro e do sul da China.
Fundamental na estrutura da camarilha era a possibilidade de ganhar poder e o sistema de recompensas à participação dos membros nos confrontos com os rivais: a maior recompensa e perspectivas de aumentar seu poder, maior era o interesse de um senhor da guerra de participar numa contenda. As recompensas mais procuradas pelos militares da camarilha eram o aumento do território sob seu controle, o cargo de governador militar de uma província (chinês: 督軍, pinyin: dū jūn, Wade–Giles: Tuchun) ou certos cargos, escassos, como o de presidente da república ou inspetor de província, que implicavam poder. A obtenção de uma recompensa maior ou menor na camarilha na época de Cao Kun ou Wu Peifu dependia da proximidade pessoal com estes dois. Como a camarilha não alcançou o poder até 1921 e teve um controle parcial deste até 1923, até esta data só os militares mais próximos aos dois dirigentes principais receberam o controle das províncias dirigidas pela camarilha, se complicando a manutenção da lealdade dos membros da periferia da organização, com frequência militares competentes e ambiciosos. O habitual foi atribuir a estes elementos turbulentos as zonas disputadas com outras camarilhas de maneira que se forjassem sua própria base de poder competindo com rivais externos ao grupo, ao mesmo tempo que ampliavam a zona controlada por este.
Apesar de sua semelhança à estrutura hierárquica patriarcal do clã chinês, a organização caracterizou-se principalmente por tratar de uma aliança de conveniência de seus membros, que procuravam o aumento de seu poder. Em caso de conflito de interesses entre os militares a falta de um dirigente indiscutível na camarilha fazia com que a lealdade dos membros à mesma fosse duvidosa ou inclusive lhes fizesse mudar de bando. Isto também fazia com que o potencial militar do grupo fosse mais aparente que real, já que a fidelidade de parte das tropas, dependentes dos membros menos leais à camarilha, nunca se podia assegurar.

## História

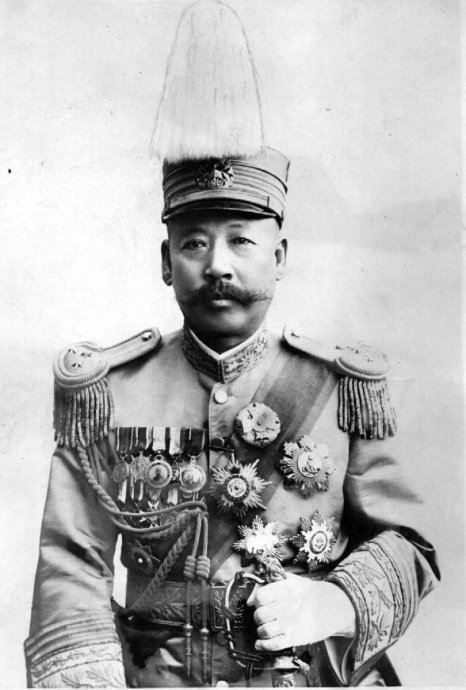
Cao Kun, líder militar que, depois de respaldar a Duan, se enfrentou com ele tomando o comando da camarilha depois da retirada de Feng no final de 1918.

A camarilha foi fundada em 1918 para defender seus interesses em frente à camarilha rival de Anfu (também conhecida como de Anhui), encabeçada por Duan Qirui.
Depois da morte de Feng em 1919, o fundador, a primazia da camarilha passou a Cao Kun, mais hábil e interessado na política que no lado militar. Cao, no entanto, manteve relações cordiais tanto com Feng como com Duan e só rompeu definitivamente com este em 1920. Wu Peifu, o militar mais poderoso do grupo, era considerado o herdeiro natural de Cao. Ambos dirigiram ao resto dos senhores da guerra da camarilha nos confrontos de começos dos anos vinte.

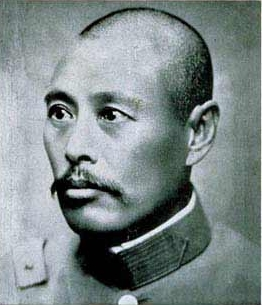
Wu Peifu, principal militar da camarilha de Zhili e sua figura central no final de seu apogeu em meados dos anos 1920. Ainda que teoricamente subordinado a Cao Kun, manteve com ele duras disputas.

Entre 1920, quando a camarilha derrotou a Duan e reduziu grandemente o poder de sua camarilha, e 1922 quando conseguiu derrotar o tuchun da Manchúria, Zhang Zuolin, na Primeira Guerra Zhili-Fengtian, a camarilha Zhili compartilhou o controle do norte da China com este último. Entre 1922 e 1924 seu controle do norte do país se consolidou, enviando 19 das 26 divisões do antigo Exército de Beiyang, as melhores unidades militares da nação.
No final de 1922, Cao Kun recebeu o respaldo dos principais senhores da guerra da camarilha para expulsar o governo controlado por Wu Peifu e substituí-lo por um que lhe fosse fiel. No outono de 1923, este apoio permitiu-lhe comprar a presidência do país, apesar da oposição geral, incluída a de Wu. Nessa época a divisão interna entre os partidários de Cao e seus adversários era tão grande que só a ameaça de Zhang Zuolin manteve o grupo unido.
A derrota da camarilha na Segunda Guerra Zhili-Fengtian, por causa da traição de Feng Yuxiang, pôs fim à disputa entre Cao e Wu pelo poder na camarilha, ao mesmo tempo que fragmentava esta em pequenos grupos aliados efêmeros, com acordos flutuantes entre uns senhores da guerra menores e outros, todos incapazes de conseguirem o controle sobre os demais.
A fuga de Wu ao sul depois de sua derrota nas mãos de Zhang e Feng levou-lhe a tentar reunir os exércitos dos senhores da guerra menores da camarilha para realizar um contra-ataque desde o sul. Estes, no entanto, duvidaram em enfrentar aos vencedores da guerra e a princípio se limitaram a acolher Wu, sem lhe prestar apoio militar, reconhecendo a presidência de Duan Qirui como gesto de conciliação para aqueles. Xiao Yaonan (Wade–Giles: Hsiao Yao-nan), antigo subordinado, negou-se a dar-lhe asilo ante a ameaça de conflito com o governo. Wu retirou-se para uma montanha enquanto o resto de senhores da guerra da clique de Zhili distanciavam-se dele e tratavam de ganhar o favor do novo governo de Pequim.
O avanço das tropas de Feng em Henan, que tinha por objetivo expulsar aos restos do exército de Wu e estender seu poder, se considerou no sul como uma ameaça que fez mudar de parecer aos senhores da guerra de Zhili: decidiram-se a apoiar a Wu para frear o avanço das tropas de Feng em direção ao sul. Em fevereiro de 1925 alguns dos senhores da guerra das províncias do sul lhe convidaram a sair de seu retiro e em março tomou a direção de uma nova aliança de províncias, ao começo débil.